# سكيلاندرز: سبايروز أدفانتشر
سكيلاندرز: سبايروز أدفانتشر (بالإنجليزية: Skylanders: Spyro's Adventure) ، هي لعبة فيديو من نوع مغامرات وحياة لعبة، أنتجها شركة تويز فور بوب ، ونشرها شركة أكتفجن الأمريكية في شهر أكتوبر سنة 2011م، وتعمل على عدة أنظمة التشغيل ومنها بلاي ستيشن 4 وإكس بوكس 360 وغيرها.